# Mladotický rybník
Mladotický rybník byl velký rybník na Mladotickém potoce na jihu katastrálního území obce Mladotic v okrese Plzeň-sever. Do konce 17. století se pro něj užívalo názvu Ozřanský rybník, později byl přejmenován na Mladotický. Můžeme se setkat i s názvem Mlacký rybník podle německého jména Mladotic.

## Za dob kláštera
Rybník nechali založit pravděpodobně ve 14. století cisterciáci z plaského kláštera. Pro jeho založení si vybrali příhodné místo – údolní nivu Mladotického potoka, která je těsně před ústím potoka do Střely z obou stran výrazně zúžena skalou. Vzedmutí rybníka vytvořilo dva laloky – větší na severu zatopil bývalé Dolní Mladotice, dnes by dosahoval až ke vsi, do menšího na východě sahajícího až k samotě U Zelených ústil Trojanský potok přitékající od Šebíkova.
Rybník se tehdy jmenoval Ozřanský podle již zaniklé vsi Ozřany nad pravým břehem Střely. Král Zikmund zastavil roku 1420 řadu vsí klášterního panství třem šlechticům, mimo jiné i Ozřany s rybníkem. Ves byla i s tamějším dvorem za husitských válek vypleněna, jako pustá se s rybníkem roku 1429 vrátila do majetku kláštera. Rybník byl později klášterem opakovaně zastavován.
K první katastrofě došlo roku 1550, kdy velká voda protrhla hráz a smetla oba mlýny pod rybníkem. Přesto nebyla hráz zcela zničena, neboť i bez oprav byl rybník v následujících letech hospodářsky využíván.
Na počátku vlády opata Evžena Tyttla byla hráz rybníka opravena, byť z větší části šlo o její znovuvybudování. Opat nechal postavit též nové haltýře (sádky s proudící vodou) a nový dům pod rybníkem. Rybník byl v té době přejmenován na Mladotický.

## 19. století

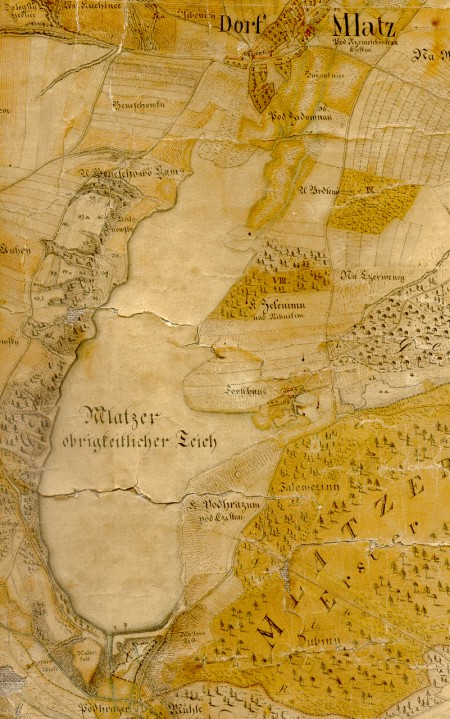
Mladotický rybník na rukopisné mapě plaského panství z 20. let 19. století

O předznamenání pozdější katastrofy svědčí zápis v pamětní knize fary v nedalekém Strážišti z roku 1837 – popisuje průtrž mračen z 5. září, která rozvodnila řeky, až odnesly veškeré otavy z luk, a Mladotický rybník hrozící protrhnutím byl zachráněn mladotickými.
Na počátku 50. letech 19. století byla naměřena průměrná výška hráze 15 m a její délka byla pouhých 150 m. Odhadovaný obsah podle výšky hráze je 3,0–3,1 miliónů m³ a rozloha 91 ha. Zápis o měření uvádí, že návodní svah hráze byl vydlážděný, přeliv (splav) rybníka s bočními pilíři a stavidlem byl široký přibližně 35 m. Pod přelivem voda odtékala vybudovanou strží a dále přímo do Střely.
Velká bouře doprovázená dlouhým přívalovým deštěm 25. května 1872 rozvodnila veškeré místní toky. Nastala povodeň, kterou zdejší kraj nepamatoval. Mladotický rybník se pozvolna naplňoval, ale nedopatřením nedošlo k včasnému otevření propustí a později se k nim přes proud vody nemohlo. Hráz rybníka tlak nevydržela, praskla ve dvou místech a ohromné množství vody se začalo valit do úzkého údolí již předtím velmi rozvodněné Střely. Vlna ukončila řadu životů v Plasích a hlavně v Nebřezinách.

## Úvahy o obnově
Mladotický rybník patřil do panství Metternichů a všeobecně se předpokládalo, že bude brzy obnoven. Oprava byla však odkládána, až bylo obnovení na počátku první světové války tak nejisté, že správa panství pronajala pozemky schopnému hospodáři Antonínu Kožiškovi. Nový nájemce odvodnil zamokřená a bahnitá místa, zreguloval vodní strouhy a vyřezal porosty olší a vrb. Dno rybníka srovnal a změnil na louky a pole.
Později byly pozemky rozděleny mezi místní hospodáře a obnova byla zdánlivě nereálná. Obnova rybníka se znovu vynořila na přelomu 40. a 50. let 20. století jako jedno z možných řešení problému zásobování chemické továrny v Kaznějově a keramických závodů v Horní Bříze užitkovou vodou. Zároveň byl rybník považován i za možný zdroj pitné vody pro Kralovice, Kaznějov, Plasy a okolní vsi. Příprava plánu byla v roce 1950 zadána Stavoprojektu Plzeň, ještě do konce roku byl zahájen výkup pozemků a v následujícím roce byl proveden geologický průzkum. Obnova rybníka se však začala opět komplikovat – v následujících letech byl projekt opakovaně vyřazován a zařazován z plánu, přesto byl v březnu 1954 dotažen do podoby úvodního projektu. Od obnovy Mladotického rybníka bylo nakonec upuštěno a část z problémů, které měl řešit, odstranila přehrada na Střele nad Plasy. V současné době se o obnově rybníka neuvažuje.